# Polydora uncinata
Polydora uncinata är en ringmaskart som beskrevs av Sato-Okoshi 1998. Polydora uncinata ingår i släktet Polydora och familjen Spionidae. Inga underarter finns listade i Catalogue of Life.